# Danielle de Niese
Danielle de Niese (Melbourne, Australia, 11 de abril de 1979) es una soprano estadounidense nacida en Australia, de padres emigrados de Sri Lanka, con ascendencia cingalesa y neerlandesa.

## Inicios y carrera nacional

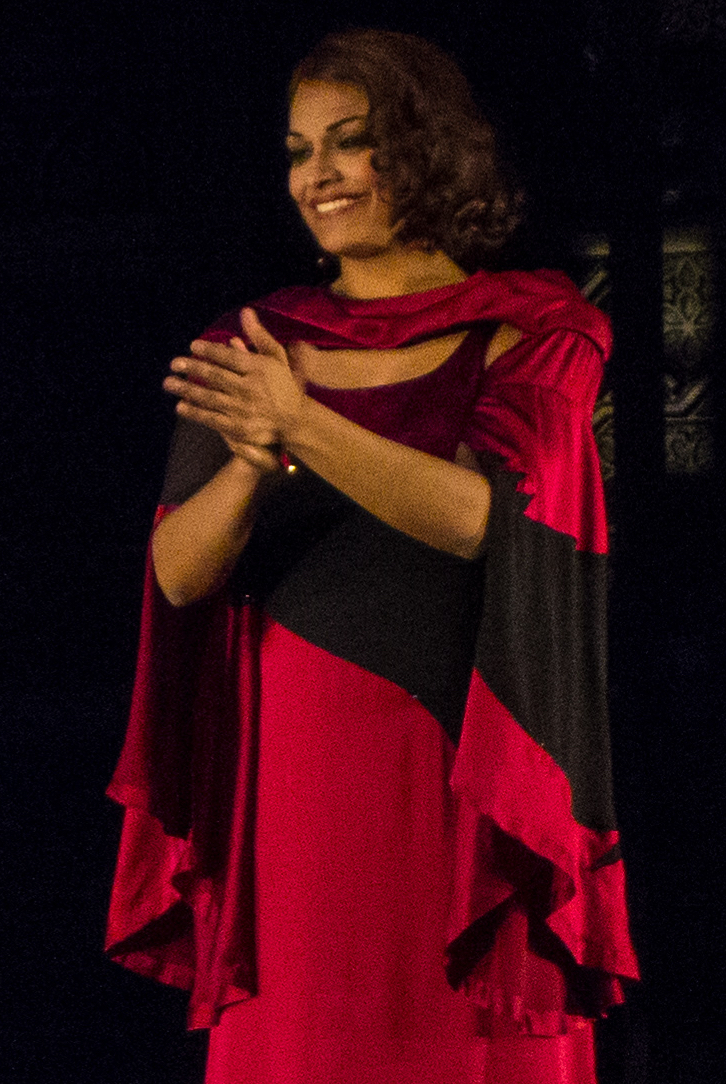
Danielle de Niese

Creció en Los Ángeles, Estados Unidos donde se formó en la Colburn School, estudiando danza, música y piano. Ganó concursos televisivos para jóvenes artistas. Debutó en la Ópera del Metropolitan de Nueva York, con diecinueve años, en el papel de Barbarina de Las bodas de Fígaro, con Renée Fleming, Bryn Terfel y Cecilia Bartoli como compañeros de reparto y bajo la dirección de James Levine, quien la invitó a cantar con el Met Chamber Ensemble.
Dio vida a otros personajes barrocos y clásicos para la Ópera de Los Ángeles, la de Santa Fe, y actuó en conciertos con la Orquesta Filarmónica de Nueva York, la Orquesta de Cleveland, la Orquesta Sinfónica Nacional y la Orquesta Sinfónica de San Francisco.

## Carrera internacional
Su carrera internacional comenzó en la Ópera de los Países Bajos, en el Festival Saito Kinen y en la Ópera de París, donde también interpretó Las indias galantes de Rameau. Su estreno italiano lo hizo con Orfeo y Eurídice de Gluck en el Teatro de San Carlos de Nápoles. Debutó en Zúrich con el papel de la Poppea de Monteverdi bajo la batuta de Nikolaus Harnoncourt. Destacó su interpretación de Cleopatra en la ópera Giulio Cesare de Haendel, bajo la dirección de William Christie y con producción de David McVicar, en el Festival Glyindebourne.
Cuenta con un contrato exclusivo con DECCA, estrenado con la grabación del álbum Handel Arias con dirección de William Christie al frente de Les Arts Florissants. En la Ópera de Lyon encarnó la Despina de Cosi fan tutte en la primavera de 2006, que fue grabada para DVD por EMI.